# Самарт (театр)
Теа́тр ю́ного зри́теля «СамА́рт» — театр в Самаре, основанный как областной ТЮЗ в 1930 году.

## История
Театр был образован как областной ТЮЗ в 1930 году. Первым спектаклем стал «Аул Гидже» по пьесе Николая Шестакова в постановке режиссёра Бориса Смирнова. До 1937 года театр входил в систему народного образования, а в 1937 году был переподчинён Куйбышевскому управлению по делам искусств и занял место среди профессиональных коллективов Куйбышевской области. С началом войны, в июне 1941 года театр прекратил существование.
27 августа 1942 года в газете «Волжская коммуна» появилось письмо группы видных куйбышевских учёных-преподавателей пединститута «ТЮЗ должен быть». Исполком Куйбышевского областного совета издал постановление: открыть ТЮЗ в честь 25-летия Великого Октября. Несмотря на это, второе рождение театра состоялось лишь 1 июня 1943 года.
В 1977 году спектаклем С. Родионова «Допрос» открылась Малая сцена.
В 1994 году «СамАрт» совместно с областным управлением культуры и Самарским отделением Союза театральных деятелей России стал инициатором проведения I Поволжского фестиваля детских театров, впоследствии ставшего Всероссийским фестивалем-лабораторией театров для детей и молодёжи «Золотая репка».
С театром сотрудничал композитор и пианист Леонид Вохмянин, автор музыки гимна Самарской области (2006).
Театр неоднократно участвовал в различных всероссийских и международных театральных фестивалях. За время работы на спектаклях театра побывало более 9 миллионов зрителей разных поколений.

## Труппа
Среди актёров театра — заслуженные артисты России Ольга Агапова, Людмила Гаврилова, Юрий Долгих, Сергей Захаров, заслуженные артисты Самарской области Любовь Долгих, Юрий Земляков, Алексей Меженный, Павел Маркелов, Игорь Рудаков и другие.

## Репертуар
В театре ставятся спектакли по произведениям русской и зарубежной классики, современной драматургии.
- 50-е годы — «Чудесный клад» П. Маляровского, режиссёр В. Молдавский.
- 60-е годы — «Как закалялась сталь» по одноимённому роману Н. А. Островского, режиссёр С. Табачников.
- 1977 — «Принц и нищий» А. Яковлева, режиссёр Г. Егоров.
- 1977 — «Допрос» С. Родионова (этим спектаклем была открыта Малая сцена театра)[5], режиссёр Г. Егоров.
- 1992 — «Поминальная молитва» Г. Горина, режиссёр А. Дрознин.
- 1997 — «Бумбараш» Е. Митько, Ю. Михайлова, В. Дашкевича, режиссёр Адольф Шапиро.
- 2001 — «Мамаша Кураж» по пьесе Б. Брехта «Мамаша Кураж и её дети», режиссёр Адольф Шапиро
- 2004 — «Василий Тёркин» по одноимённой по А. Твардовского, режиссёр Александр Кузин.
- 2005 — «Вино из одуванчиков» по одноимённой повести Р. Брэдбери, режиссёр-постановщик и балетмейстер Михаил Кисляров.
- 2007 — «PALIMPSESTON, или Одно вращение спектакля вокруг своей оси», режиссёр Константин Богомолов.
- 2007 — «Таланты и поклонники» по одноимённой комедии А. Островского, режиссёр Анатолий Праудин.
- 2008 — «Отцы и дети» по одноимённому роману И. Тургенева, режиссёр Георгий Цхвирава.
- 2008 — «Ревизор» по одноимённой комедии Н. Гоголя, режиссёр Александр Кузин.
- 2009 — «Азбука Льва Толстого», режиссёры Юрий Алесин, Евгений Зимин.
- 2010 — «Фальшивый купон» Л. Толстого, режиссёр Анатолий Праудин.
- 2010 — «След отца», режиссёр Эрик де Саррия.
- 2010 — «Красная шапочка» Жоэля Помра, режиссёр Полина Стружкова.
- 2011 — «Чайка» по одноимённой пьесе А. Чехова, режиссёр Анатолий Праудин.
- 2012 — «Птица Феникс возвращается домой» Ярославы Пулинович, режиссёр Вера Попова.
- 2013 — «Гамлет» по одноимённой пьесе У. Шекспира, режиссёр Анатолий Праудин.
- 2014 — «Жизнь артиста» Валерия Семеновского, режиссёр Александр Кузин.
- 2014 — «Анна Франк» по пьесе Аси Волошиной об Анне Франк, режиссёр Екатерина Гороховская.
- 2014 — «Денискины рассказы» по одноимённому циклу рассказов В. Драгунского, режиссёр Евгений Зимин.
- 2014 — «Сторожевая собачка» по пьесе Пера Виттенболса[нидерл.], реж. Женя Беркович.
- 2017 — «Пер Гюнт» по одноимённой пьесе Г. Ибсена, режиссёр Артём Устинов.
- 2017 — «Храбрый заяц» В. Серебренникова и А. Марковой, режиссер Павел Маркелов.
- 2017 — «Кот в сапогах» Д. Голубецкого, режиссер Ирина Кондрашова.
- 2018 — «Маугли» по «Книге джунглей» Редьярда Киплинга, режиссеры Татьяна Наумова, Павел Самохвалов.
- 2018 — «Ромео и Джульетта» по одноименной пьесе У. Шекспира, режиссер Павел Маркелов.
- 2019 — «Одиссея» Гомера, режиссер Анатолий Праудин.
- 2019 — «Горе от ума» по одноименной пьесе А. Грибоедова, режиссер Александр Кузин.
- 2019 — «Иванов» по одноименной пьесе А. Чехова, режиссер Анатолий Праудин.
- 2019 — «Трехгрошовая опера» по одноименной пьесе Бертольта Брехта, режиссер Доминик Бюттнер.
- 2020 — «Женитьба Бальзаминова» по пьесам Александра Островского, режиссер Нина Чусова.
- 2021 — «Орфей и Эвридика», режиссеры Татьяна Наумова, Павел Самохвалов.
- 2021 — «Темные аллеи» по одноименному циклу рассказов И. Бунина, режиссер Анатолий Праудин.
- 2021 — «Оливер Твист» А. Чайковского, Л. Яковлева, режиссер Алексей Фроленков.
- 2022 — «Обыкновенное чудо» Юлия Кима и Геннадия Гладкова, режиссер Дмитрий Белов.
- 2023 — «Поминальная молитва» по пьесе Григория Горина, режиссер Александр Кузин.
- 2023 — «Возвращение» по рассказам Андрея Платонова, режиссер Галина Зальцман.
- 2024 — «Воскресение» по одноименному роману Льва Толстого, режиссер Денис Хуснияров.
- 2024 — «Буря» по одноименной пьесе У. Шекспира, режиссер Мурат Абулкатинов.
- 2024 — «Рождественская песнь» А. Рубцова и А. Франдетти, режиссер Дарья Борисова

## Реконструкция здания
В 2000 году губернатором Самарской области Константином Титовым и областным департаментом культуры было принято решение о реконструкции здания театра «СамАрт».
Постройка театрального квартала ведётся на Арцыбушевской ул. / Бр. Коростелёвых / ул. Льва Толстого. Авторы проекта — Владимир Жуков и Анатолий Баранников.
Первая очередь включает в себя два зрительных зала на 200 и 100 мест, зрительское фойе. Вторая очередь включает социальное жильё, цеха, гримуборные, репетиционные залы.
- Жилой комплекс театра социальной направленности занимает пять этажей, для размещения, работы и отдыха актёров.
  - 1-й этаж — театральная гостиная.
  - 2-й этаж — двухуровневое кафе, каминный зал и театральная гостиная.
  - 3-4-5-й этажи — жилые комнаты и гримуборные на два человека с холлами для отдыха, комнатами для занятий вокалом и хореографией.
- Мансарда — помещения для обслуживающего персонала.
- Цокольный этаж — спортивно-оздоровительный комплекс[7].

Третья очередь включает в себя большой зрительный зал-трансформер на 400 мест.